# Nyan Cat
Nyan Cat là tên của một video trên YouTube được saraj00n (bây giờ là MEANS TV) tải lên vào tháng 4 năm 2011, và đã trở thành một meme Internet. Video này kết hợp bản cover của Momone Momo từ ứng dụng tổng hợp giọng hát UTAU dành cho bài hát "Nyanyanyanyanyanyanya!" do daniwell sáng tác, vốn là một bài hát do Hatsune Miku trình bày, với một chú mèo hoạt hình có phần thân là bánh Pop-Tart, bay qua không gian và tạo ra một vệt cầu vồng đằng sau đó do Christopher Torres (biệt danh là prguitarman) vẽ nên. Video này đứng thứ 5 trong danh sách các video trên YouTube có nhiều lượt xem nhất năm 2011.